# Exact Sciences
 (août 2019).
Exact Sciences est une entreprise américaine spécialisée dans la détection du cancer, notamment colorectal.

## Histoire
En juillet 2019, Exact Sciences annonce l'acquisition de Genomic Health, une entreprise spécialisée dans la détection du cancer du sein et de la prostate, pour 2,8 milliards de dollars.
En octobre 2020, Exact Sciences annonce l'acquisition de Thrive Earlier Detection, spécialisée dans la détection du cancer, pour 2,15 milliards de dollars.

## Principaux actionnaires
Au 5 février 2020:
| T. Rowe Price Associates       | 10,5% |
| The Vanguard Group             | 7,97% |
| Jennison Associates            | 3,68% |
| JPMorgan Investment Management | 3,06% |
| Wellington Management          | 2,62% |
| BlackRock Fund Advisors        | 2,44% |
| SSgA Funds Management          | 2,19% |
| Invesco Advisers               | 2,07% |
| Winslow Capital Management     | 1,75% |
| OppenheimerFunds               | 1,70% |